# Kommunalka

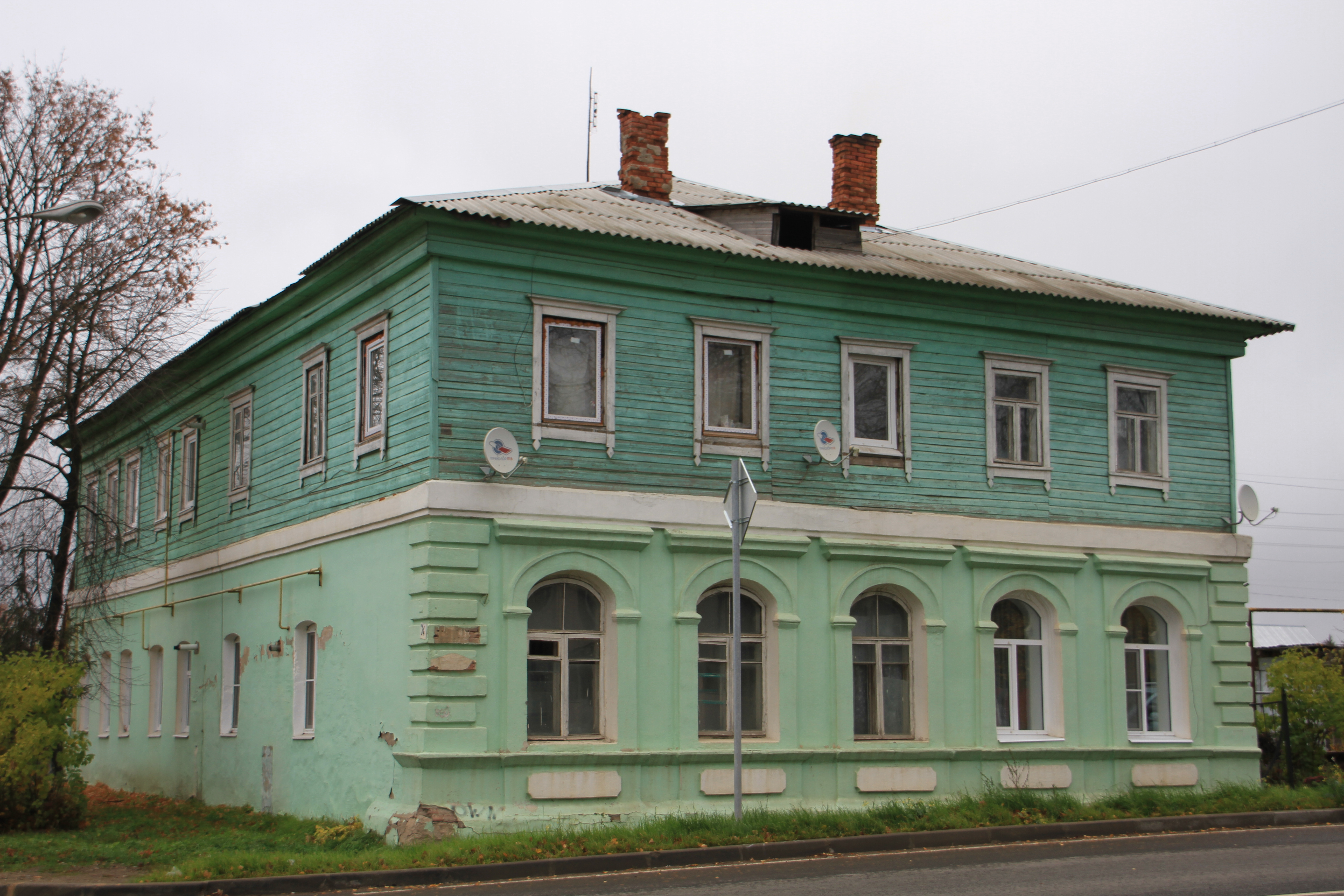
Kommunalka en el Óblast de Kaluga.

Una Kommunalka o apartamento comunitario (del ruso: коммуналка, коммунальная квартира) es un apartamento compartido en los países de la CEI. Dos o más familias compartían un baño y la cocina. El término está relacionada con la noción histórica de "comuna".
En la RSFS de Rusia, las kommunalkas surgieron en 1918 a raíz de la abolición de la propiedad privada de la vivienda en las ciudades de acuerdo con el Decreto del VTsIK del 20 de agosto de 1918.
Durante el período del deshielo de Jrushchov, entre mediados de las décadas de 1950 y de 1960, tuvo lugar la construcción masiva de viviendas prefabricadas, para combatir el fenómeno de las kommunalkas así como el inveterado déficit habitacional que sufría la Unión Soviética (potenciado en gran medida por la relativamente reciente Gran Guerra Patria). Estas construcciones serían conocidas con el nombre de jrushchovkas, en clara referencia al apellido del mandatario soviético.
La kommunalka fue parodiada en la película estadounidense de 1939 Ninotchka. El tema de las kommunalkas está presente en varias obras de la literatura soviética como, por ejemplo, El maestro y Margarita de Mijaíl Bulgákov o Doctor Zhivago de Borís Pasternak.

## Historia
Entre dos y siete familias normalmente compartían un apartamento comunal. Por lo general, cada familia tenía solo una habitación, que generalmente servía como sala de estar, comedor y dormitorio para toda la familia. Todos los residentes del edificio compartían el uso de los pasillos, la cocina (comúnmente conocida como la "cocina común"), el baño y (raramente) el teléfono.
El apartamento comunal se convirtió en la forma predominante de vivienda en la Unión Soviética durante generaciones, y todavía existen ejemplos en "los distritos centrales más de moda de las grandes ciudades rusas".
Los primeros apartamentos comunales en Rusia aparecieron a principios del siglo XVIII, cuando los propietarios dividieron los alojamientos de alquiler en "rincones", a menudo pequeñas viviendas transitables. Desde mediados del siglo XIX, el número de estos apartamentos aumentó drásticamente. Por lo general, constaban de 3 a 6 habitaciones.
En el siglo XX, la Unión Soviética emprendió una “industrialización y urbanización intensivas”, pasando del 80% de la población que vivía en pueblos y ciudades rurales en el momento de la Revolución Rusa, a casi el mismo porcentaje viviendo en ciudades en la década de 1990. La gente fue expulsada del campo por la pobreza y la colectivización y atraída a la ciudad por la industrialización de la economía. Este éxodo ejerció una enorme presión sobre las viviendas urbanas existentes. Los apartamentos comunales fueron una respuesta a la crisis de la vivienda, y muchos los consideraron un paso adelante de las alternativas de viviendas comunales, albergues y cuarteles.
Lenin concibió el apartamento comunal y redactó un plan para "expropiar y reubicar apartamentos privados" poco después de la Revolución de Octubre. Su plan inspiró a muchos arquitectos a comenzar proyectos de viviendas comunales, para crear una “topografía revolucionaria”. El departamento comunal fue revolucionario al “unir diferentes grupos sociales en un espacio físico”.  Además, las viviendas pertenecían al gobierno y a las familias se les asignaba una cantidad extremadamente pequeña de metros cuadrados a cada una.
La mayoría de los apartamentos comunales fueron reemplazados después de la muerte de Iósif Stalin por la Jrushchovka en los que cada familia tenía su propio apartamento privado. Luego, esto fue seguido por Brezhnevkas, que se construyeron más altos, tenían apartamentos más grandes y venían con comodidades que hasta ahora no estaban disponibles, como ascensores, baños interiores, trituradores de basura y sistemas de calefacción central.  Hoy en Rusia, los bloques de apartamentos de estilo soviético todavía se construyen y se denominan "Novostroika", a menudo están pintados de colores y tienen todas las comodidades modernas.

## Vida

### Diseño
El espacio en los departamentos comunales se dividió en espacios comunes y habitaciones privadas “matemática o burocráticamente”, con poca o ninguna atención al espacio físico de las estructuras existentes.  La mayoría de los apartamentos se dividieron de manera disfuncional, creando "espacios extraños, largos pasillos y las llamadas entradas negras a través de patios interiores laberínticos". Las "entradas negras" a menudo resultaron de la creación de kommunalkas mediante la repatriación de los apartamentos de clase alta existentes, que generalmente tenían entradas separadas para los sirvientes, las entregas y demás. Familias enteras vivían en una sola habitación superpoblada, con pocas esperanzas de cambiar su situación.
Los residentes debían compartir la cocina, el baño y los pasillos entre ellos, pero incluso estos espacios se podían dividir. Por ejemplo, cada familia puede tener su propia mesa de cocina, quemador de gas, timbre e incluso un interruptor de luz, prefiriendo caminar por el pasillo para usar su interruptor de luz para encender las luces del baño en lugar de usar un interruptor más cercano que pertenezca a otro residente. Además, los pasillos a menudo estaban mal iluminados, porque cada familia tenía el control de una de las luces que colgaban en el pasillo y solo la encendían para su propio beneficio.  Aunque los apartamentos comunales eran relativamente pequeños, los residentes tenían que esperar a veces para usar el baño o el fregadero de la cocina.  La cocina era el lugar principal donde los residentes interactuaban entre sí, "compartían sus alegrías y tristezas" y programaban responsabilidades compartidas. Temerosos de los robos, los residentes rara vez dejaban comestibles en la cocina a menos que pusieran candados en los gabinetes de la cocina.  Sin embargo, a menudo guardaban sus artículos de tocador en la cocina en lugar del baño, porque otros residentes podían usar más fácilmente las cosas que quedaban desatendidas en el baño.  La ropa se dejó secar tanto en la cocina como en el baño.

### Dinámicas
El departamento comunal era el único alojamiento en la Unión Soviética donde los residentes no tenían “ninguna razón particular para vivir juntos”.  Otras formas de vida comunal se basaban en el tipo de trabajo u otros elementos comunes, pero los residentes de los apartamentos comunales se colocaban juntos al azar, como resultado de la distribución del escaso espacio habitable por parte de un órgano de gobierno.  Estos residentes tenían poco compromiso con la vida comunitaria o entre ellos. A pesar de la naturaleza desordenada de su cohabitación, los residentes tenían que navegar por la vida comunitaria, lo que requería responsabilidades compartidas y confianza mutua. Los horarios de servicio se publicaban en la cocina o en los pasillos, por lo general asignando a una familia para estar "de servicio" en un momento dado. La familia de turno se encargaría de limpiar los espacios comunes barriendo y trapeando la cocina cada pocos días, limpiando el baño y sacando la basura. La cantidad de tiempo que una familia estaba programada para trabajar generalmente dependía del tamaño de la familia, y la rotación seguía el orden de las habitaciones en el apartamento.
La vida comunitaria planteó desafíos únicos;  un autor cuenta un incidente en el que una vecina borracha se desmayó en el suelo frente a la entrada de su habitación y orinó, para horror de su madre, que estaba entreteniendo a invitados extranjeros cuando el “arroyito amarillo se abrió paso lentamente a través de la  puerta de la habitación.”  Ella relaciona este incidente con la experiencia de la vida comunitaria, “tanto íntima como pública, con una mezcla de tranquilidad y miedo en presencia de extranjeros y vecinos”. Los inquilinos de los departamentos comunales son “como familia en algunos aspectos y como extraños en otros”. Los vecinos se ven obligados a interactuar unos con otros, y saben casi todo unos de otros, sus horarios y rutinas diarias, profesión, hábitos, relaciones y opiniones, prohibiendo cualquier sentido de privacidad en el apartamento comunal.
La cocina comunal era un epicentro de la vida comunal en el departamento, con sus noticias y chismes, alegrías y dramas, sal compartida amistosamente y bromas desagradables.
El espionaje vecinal y el chisme era especialmente frecuente en el departamento comunal, debido a los espacios extremadamente cerrados en los que vivía la gente. No era raro que un vecino mirara o escuchara en la habitación de otro residente o en la sala común y chismeara sobre los demás. Además, el apartamento comunal era “un caldo de cultivo de informantes policiales,”  se animó a las personas a denunciar a sus vecinos y, a menudo, lo hicieron para garantizar su seguridad o para ganar la habitación de sus vecinos después de haberlos desalojado.
Algunas personas optaron por casarse simplemente para pasar a un apartamento más grande.
Una forma en que las familias pudieron mejorar sus condiciones de vida fue “intercambiar” sus viviendas.  Si una familia se separó por divorcio, podrían intercambiar espacios, por ejemplo, uno podría intercambiar un espacio grande por 2 unidades más pequeñas para acomodar a una familia.
A pesar de todos estos desafíos, muchos antiguos residentes de departamentos comunales recuerdan con cariño el sentido de familia que tenían con sus vecinos. Cuando se le preguntó qué preferiría, una mujer que vivió toda su vida en un departamento comunal en San Petersburgo dijo:
Es mejor vivir en un departamento comunal, uno grande, en... un distrito histórico de Petersburgo, que en un complejo de viviendas [privado].  [En un complejo de viviendas hay] una especie de desconexión, la vida es más aburrida... Cada uno está solo.  Y aquí somos como una gran familia. Si alguien está en problemas, se comparte. O una alegría, también la compartes... [Funciona] muy bien.